# Mikkel
Mikkel ist eine skandinavische, insbesondere dänische und norwegische Variante des männlichen Vornamens Michael.

## Namensträger

### Vorname
- Mikkel Beckmann (* 1983), dänischer Fußballspieler
- Mikkel Bjørge (* 1986), norwegischer Skirennläufer
- Mikkel Bødker (* 1989), dänischer Eishockeystürmer
- Mikkel Delbo Larsen (* 1985), dänischer Badmintonspieler
- Mikkel Diskerud (* 1990), norwegisch-US-amerikanischer Fußballspieler
- Mikkel Hansen (* 1987), dänischer Handball-Nationalspieler
- Mikkel Kaufmann (* 2001), dänischer Fußballspieler
- Mikkel Kessler (* 1979), dänischer Profi-Boxer
- Mikkel Metal (* 1973), dänischer Musiker
- Mikkel Niva (* 1988), norwegischer Drehbuchautor, Moderator und Schauspieler
- Mikkel Paulson (* vermutl. 1987), kanadischer Politiker (PPCA)
- Mikkel Poulsen (* 1984), dänischer Curler
- Mikkel Thygesen (* 1984), dänischer Fußballspieler

### Familienname
- Johannes Mikkel (1907–2006), estnischer Kunstsammler